# 湾岸太陽族
「湾岸太陽族」（わんがんたいようぞく）は、1987年3月3日にビクター音楽産業より発売された荻野目洋子の11枚目のシングル。

## 概要
表題曲「湾岸太陽族」の一番目の歌詞に「湘南」が出て来るが、「しょうなん」では無く「かいがん（海岸）」と歌っている。
裏ジャケットには「WANGAN-Taiyozoku Bay Area Gang」と、英語タイトルでも表記されている。

## 記録
オリコンチャートでは前作の「六本木純情派」に続いて、最高位は第3位まで上昇した。
TBS系音楽番組『ザ・ベストテン』では5週連続でランクインを果たし、最高位は6位だった。なお同番組において、1987年の年間ランキングは第51位だった。

## 収録曲
- 両楽曲共に、作詞：売野雅勇／編曲：西平彰

1. 湾岸太陽族（3分38秒）
作曲：山崎稔
2. 粉雪のリゾート（4分20秒）
作曲：古本鉄也

## カバー
湾岸太陽族
- レスリー・チャン - 香港の歌手・俳優。1987年のアルバム『SUMMER ROMANCE'87』に広東語歌詞の「請勿越軌」として収録。